# Ishmael Mhaladi
Ishmael Mhaladi, född 21 januari 1948, är en friidrottare från Botswana. Han deltog vid olympiska sommarspelen 1980.